# Faverolles, Somme

Faverolles este o comună în departamentul Somme, Franța. În 1 ianuarie 2022 avea o populație de 173 de locuitori.